# Shanghai Wheelock Square
Le Shanghai Wheelock Square (上海会德丰广场/大上海會德豐廣場) est un gratte-ciel de bureau haut de 270 mètres construit à Shanghai dans l'arrondissement de Puxi de 2003 à 2010. 
Le bâtiment a été conçu par le cabinet d'architecture américain Kohn Pedersen Fox.
La surface de plancher de l'immeuble est de 114 075 m2.